# Oscar dla najlepszej aktorki pierwszoplanowej

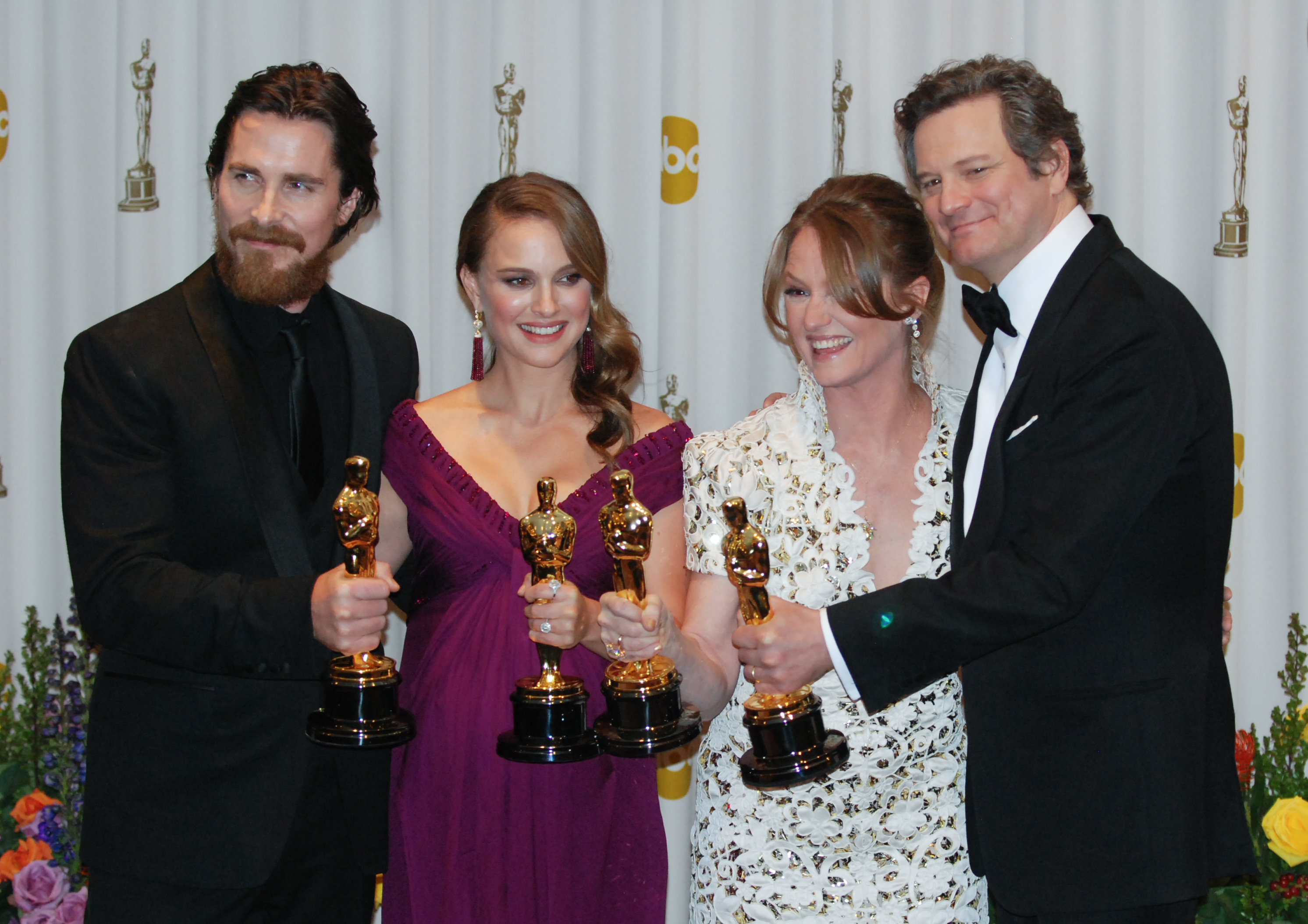
Laureaci Oscarów na 83. ceremonii, od lewej: Christian Bale, Natalie Portman, Melissa Leo, Colin Firth (2011)

Oscar dla najlepszej aktorki pierwszoplanowej (The Academy Award for Best Actress) jest jedną z nagród przyznawanych aktorkom, pracującym w przemyśle filmowym, przez Amerykańską Akademię Sztuki i Wiedzy Filmowej; nominacje są przyznawane przez aktorów i aktorki − członków Akademii. Zwycięzcy w tej kategorii  są wybierani przez wszystkich członków Akademii.

## Ranking
| Ranking                                                      | Najlepsza aktorka pierwszoplanowa | Najlepsza aktorka pierwszoplanowa | Najlepsza aktorka drugoplanowa                              | Najlepsza aktorka drugoplanowa |
| ------------------------------------------------------------ | --------------------------------- | --------------------------------- | ----------------------------------------------------------- | ------------------------------ |
| Aktorka z największą liczbą nagród                           | Katharine Hepburn                 | 4                                 | Shelley Winters i Dianne Wiest                              | 2                              |
| Aktorka z największą liczbą nominacji                        | Meryl Streep                      | 17                                | Thelma Ritter                                               | 6                              |
| Aktorka z największą liczbą nominacji (bez zdobytej nagrody) | Deborah Kerr                      | 6                                 | Thelma Ritter                                               | 6                              |
| Najstarsza laureatka                                         | Jessica Tandy                     | 80 lat                            | Peggy Ashcroft                                              | 77 lat                         |
| Najstarsza nominowana                                        | Emmanuelle Riva                   | 85 lat                            | Gloria Stuart                                               | 87 lat                         |
| Najmłodsza laureatka                                         | Marlee Matlin                     | 21 lat                            | Tatum O’Neal                                                | 10 lat                         |
| Najmłodsza nominowana                                        | Quvenzhané Wallis                 | 9 lat                             | Tatum O’Neal, Mary Badham, Quinn Cummings i Abigail Breslin | 10 lat                         |

W historii Oscarów tylko jedna aktorka wygrała Oscara dla najlepszej aktorki pierwszoplanowej czterokrotnie. Była to Katharine Hepburn (1932/33, 1967, 1968, 1981).
Poza tym 12 aktorek otrzymało Oscara w tej kategorii dwukrotnie:
- Luise Rainer (1936. 1937)
- Bette Davis (1935, 1938)
- Olivia de Havilland (1946, 1949)
- Vivien Leigh (1939, 1951)
- Ingrid Bergman (1944, 1956)
- Elizabeth Taylor (1960, 1966)
- Glenda Jackson (1970, 1973)
- Jane Fonda (1971, 1978)
- Sally Field (1979, 1984)
- Jodie Foster (1988, 1991)
- Hilary Swank (1999, 2004).
- Meryl Streep (1982, 2011) – w sumie ma jednak trzy Oscary, bo zdobyła też jednego dla najlepszej aktorki drugoplanowej (1979).

Frances McDormand otrzymała 3 statuetki w tej kategorii (Fargo, Trzy Billboardy za Ebbing, Missouri i Nomadland).
Luise Rainer i Katharine Hepburn to jedyne aktorki, które otrzymały Oscara dwa razy z rzędu.
Halle Berry jest jedyną Afroamerykanką w historii Akademii, która otrzymała Oscara dla najlepszej aktorki pierwszoplanowej. Otrzymała ją w 2002 roku za rolę w filmie Czekając na wyrok (2001).
Aktorki, które otrzymały największą liczbę nominacji w tej kategorii to:
- Meryl Streep – 16 nominacji
- Katharine Hepburn – 12 nominacji

Oprócz 16 nominacji do Oscara dla najlepszej aktorki pierwszoplanowej, Meryl Streep otrzymała także 4 nominacje do Oscara dla najlepszej aktorki drugoplanowej, co czyni ją najczęściej nominowaną aktorką w historii Akademii (łącznie 20 nominacji).
Sześć aktorek wygrało Oscara w dwóch kategoriach – dla najlepszej aktorki pierwszoplanowej i dla najlepszej aktorki drugoplanowej. Były to:
- Helen Hayes
- Ingrid Bergman
- Maggie Smith
- Jessica Lange
- Cate Blanchett
- Renée Zellweger

W historii tej kategorii był tylko jeden remis. Stało się to w 1969 roku, kiedy Katharine Hepburn i Barbra Streisand otrzymały dokładnie taką sama liczbę głosów i w związku z tym, Akademia przyznała obu aktorkom Oscara.
Najmłodszą zdobywczynią statuetki była Marlee Matlin, która w wieku 21 lat wygrała ją za rolę w filmie Dzieci gorszego boga (1986). Natomiast najstarszą zdobywczynią Oscara i zarazem najstarszą nominowaną w tej kategorii była Jessica Tandy. Nominacja i zdobycie statuetki przypadły tej 80-letniej wówczas aktorce za tytułową rolę w filmie Wożąc panią Daisy (1989). Najmłodszą nominowaną w tej kategorii była Quvenzhané Wallis, która była nominowana w wieku 9 lat za rolę w filmie Bestie z południowych krain (2012).

## Laureatki i nominowane

### 1920–1929
- 1928 Janet Gaynor − Siódme niebo jako Diane, Anioł ulicy jako Angela i Wschód słońca jako Żona
  - Louise Dresser − A Ship Comes In jako pani Pleznik
  - Gloria Swanson − Sadie Thompson jako Sadie Thompson

- 1929 Mary Pickford − Kokietka jako Norma Besant
  - Ruth Chatterton − Madame X jako Jacqueline Floriot
  - Betty Compson − The Barker jako Carrie
  - Jeanne Eagels − List jako Leslie Crosbie
  - Corinne Griffith − Królowa bez korony jako Emma Hamilton
  - Bessie Love − Melodia Broadwayu jako Hank Mahoney

### 1930–1939
- 1930 Norma Shearer − Rozwódka jako Jerry Bernard Martin
  - Nancy Carroll − Diabelskie wakacje jako Hallie Hobart
  - Ruth Chatterton − Sarah i syn jako Sarah Storm
  - Greta Garbo − Anna Christie jako Anna Christie i Romans jako madame Rita Cavallini
  - Norma Shearer − Their Own Desire jako Lucia „Liz” Marlett
  - Gloria Swanson − Intruz jako Marion Donnell

- 1931 Marie Dressler − Min i Bill jako Min Divot
  - Marlene Dietrich − Maroko jako Mademoiselle Amy Jolly
  - Irene Dunne − Cimarron jako Sabra Cravat
  - Ann Harding − Wakacje jako Linda Seton
  - Norma Shearer − Wolne dusze jako Jan Ashe

- 1932 Helen Hayes − Grzech Madelon Claudet jako Madelon Claudet
  - Marie Dressler − Emma jako Emma Thatcher Smith
  - Lynn Fontanne − The Guardsman jako aktorka

- 1933 Katharine Hepburn − Poranna chwała jako Eva Lovelace
  - May Robson − Arystokracja podziemi jako Apple Annie
  - Diana Wynyard − Kawalkada jako Jane Marryot

- 1934 Claudette Colbert − Ich noce jako Ellie Andrews
  - Grace Moore − Noc miłości jako Mary Barrett
  - Norma Shearer − Barretowie z Wimpole Street jako Elizabeth Barrett

- 1935 Bette Davis − Kusicielka jako Joyce Heath
  - Elisabeth Bergner − Nie odchodź ode mnie jako Gemma Jones
  - Claudette Colbert − Prywatne światy jako dr Jane Everest
  - Katharine Hepburn − Mam 19 lat jako Alice Adams
  - Miriam Hopkins − Becky Sharp jako Becky Sharp
  - Merle Oberon − Czarny anioł jako Kitty Vane

- 1936 Luise Rainer − Wielki Ziegfeld jako Anna Held
  - Irene Dunne − Teodora robi karierę jako Theodora Lynn
  - Gladys George − Valiant Is the Word for Carrie jako Carrie Snyder
  - Carole Lombard − Mój pan mąż jako Irene Bullock
  - Norma Shearer − Romeo i Julia jako Julia

- 1937 Luise Rainer − Ziemia błogosławiona jako O-Lan Lung
  - Irene Dunne − Naga prawda jako Lucy Warriner
  - Greta Garbo − Dama kameliowa jako Marguerite Gautier
  - Janet Gaynor − Narodziny gwiazdy jako Esther Victoria Blodgett / Vicki Lester
  - Barbara Stanwyck − Wzgardzona jako Stella Dallas

- 1938 Bette Davis − Jezebel jako Julie Marsden
  - Fay Bainter − White Banners jako Hannah Parmalee
  - Wendy Hiller − Pigmalion jako Eliza Doolittle
  - Norma Shearer − Maria Antonina jako Maria Antonina
  - Margaret Sullavan − Trzej towarzysze jako Patricia „Pat” Hollmann

- 1939 Vivien Leigh − Przeminęło z wiatrem jako Scarlett O’Hara
  - Bette Davis − Mroczne zwycięstwo jako Judith Traherne
  - Irene Dunne − Ukochany jako Terry McKay
  - Greta Garbo − Ninoczka jako Nina Ivanovna Yakushova / Ninoczka
  - Greer Garson − Żegnaj Chips jako Kathy Ellis-Chipping

### 1940–1949
- 1940 Ginger Rogers − Kitty Foyle jako Katherine „Kitty” Foyle
  - Bette Davis − List jako Leslie Crosbie
  - Joan Fontaine − Rebeka jako Druga Pani de Winter
  - Katharine Hepburn − Filadelfijska opowieść jako Tracy Lord
  - Martha Scott − Nasze miasto jako Emily Webb

- 1941 Joan Fontaine − Podejrzenie jako Lina McLaidlaw Aysgarth
  - Bette Davis − Małe liski jako Regina Giddens
  - Olivia de Havilland − Złote wrota jako Emmy Brown
  - Greer Garson − Kwiaty pokryte kurzem jako Edna Kahly Gladney
  - Barbara Stanwyck − Ognista kula jako Katherine O’Shea

- 1942 Greer Garson − Pani Miniver jako Kay Miniver
  - Bette Davis − Trzy kamelie jako Charlotte Vale
  - Katharine Hepburn − Kobieta roku jako Tess Harding
  - Rosalind Russell − Moja siostra Eileen jako Ruth Sherwood
  - Teresa Wright − Duma Jankesów jako Eleanor Twitchell

- 1943 Jennifer Jones − Pieśń o Bernadette jako Bernadette Soubirous
  - Jean Arthur − Wesoły sublokator jako Constance „Connie” Milligan
  - Ingrid Bergman − Komu bije dzwon jako Maria
  - Joan Fontaine − Wierna nimfa jako Tessa Sanger
  - Greer Garson − Curie-Skłodowska jako Maria Skłodowska-Curie

- 1944 Ingrid Bergman − Gasnący płomień jako Paula Alquist Anton
  - Claudette Colbert − Od kiedy cię nie ma jako pani Anne Hilton
  - Bette Davis − Pan Skeffington jako Fanny Trellis
  - Greer Garson − Pani Parkington jako Susie „Sarah” Parkington
  - Barbara Stanwyck − Podwójne ubezpieczenie jako Phyllis Dietrichson

- 1945 Joan Crawford − Mildred Pierce jako Mildred Pierce
  - Ingrid Bergman − Dzwony Najświętszej Marii Panny jako siostra Mary Benedict
  - Greer Garson − Dolina decyzji jako Mary Rafferty
  - Jennifer Jones − Listy miłosne jako Singleton/Victoria Morland
  - Gene Tierney − Zostaw ją niebiosom jako Ellen Berent Harland

- 1946 Olivia de Havilland − Najtrwalsza miłość jako Josephine Norris
  - Celia Johnson − Spotkanie jako Laura Jesson
  - Jennifer Jones − Pojedynek w słońcu jako Pearl Chavez
  - Rosalind Russell − Sister Kenny jako siostra Elizabeth Kenny
  - Jane Wyman − Roczniak jako Ora Baxter

- 1947 Loretta Young − Córka farmera jako Katrin Holstrom
  - Joan Crawford − Opętana jako Louise Howell Graham
  - Susan Hayward − Smash-Up, the Story of a Woman jako Angelica Evans Conway
  - Dorothy McGuire − Dżentelmeńska umowa jako Kathy Lacey
  - Rosalind Russell − Żałoba przystoi Elektrze jako Lavinia Mannon

- 1948 Jane Wyman − Johnny Belinda jako Belinda McDonald
  - Ingrid Bergman − Joanna d’Arc jako Joanna d’Arc
  - Olivia de Havilland − Kłębowisko żmij jako Virginia Stuart Cunningham
  - Irene Dunne − I Remember Mama jako Martha Hanson
  - Barbara Stanwyck − Przepraszam, pomyłka jako Leona Stevenson

- 1949 Olivia de Havilland − Dziedziczka jako Catherine Sloper
  - Jeanne Crain − Pinky jako Patricia 'Pinky' Johnson
  - Susan Hayward − Moje zwariowane serce jako Eloise Winters
  - Deborah Kerr − Edward, mój syn jako Evelyn Boult
  - Loretta Young − Przyjdź do stajni jako siostra Margaret

### 1950–1959
- 1950 Judy Holliday − Urodzeni wczoraj jako Emma 'Billie' Dawn
  - Anne Baxter − Wszystko o Ewie jako Eve Harrington
  - Bette Davis − Wszystko o Ewie jako Margo Channing
  - Eleanor Parker − Uwięziona jako Marie Allen
  - Gloria Swanson − Bulwar Zachodzącego Słońca jako Norma Desmond

- 1951 Vivien Leigh − Tramwaj zwany pożądaniem jako Blanche DuBois
  - Katharine Hepburn − Afrykańska królowa jako Rose Sayer
  - Eleanor Parker − Opowieści o detektywie jako Mary McLeod
  - Shelley Winters − Miejsce pod słońcem  jako Alice Tripp
  - Jane Wyman − The Blue Veil jako Louise Mason

- 1952 Shirley Booth − Wróć, mała Shebo jako Lola Delaney
  - Joan Crawford − Sudden Fear jako Myra Hudson
  - Bette Davis − Gwiazda jako Margaret Elliot
  - Julie Harris − Gość weselny jako Frankie Addams
  - Susan Hayward − Z pieśnią w sercu jako Jane Froman

- 1954 Audrey Hepburn − Rzymskie wakacje jako Księżniczka Anna
  - Leslie Caron − Lili jako Lili Daurier
  - Ava Gardner − Mogambo jako Eloise Y. Kelly
  - Deborah Kerr − Stąd do wieczności jako Karen Holmes
  - Maggie McNamara − Niebieski księżyc jako Patty O’Neill

- 1955 Grace Kelly − Dziewczyna z prowincji jako Georgie Elgin
  - Dorothy Dandridge − Czarna Carmen jako Carmen Jones
  - Judy Garland − Narodziny gwiazdy jako Vicki Lester (Esther Blodgett)
  - Audrey Hepburn − Sabrina jako Sabrina Fairchild
  - Jane Wyman − Wspaniała obsesja jako Helen Phillips

- 1955 Anna Magnani − Tatuowana róża jako Serafina Delle Rose
  - Susan Hayward − Jutro będę płakać jako Lillian Roth
  - Katharine Hepburn − Urlop w Wenecji jako Jane Hudson
  - Jennifer Jones − Miłość jest wspaniała jako dr Han Suyin
  - Eleanor Parker − Przerwana melodia jako Marjorie 'Margie' Lawrence

- 1956 Ingrid Bergman − Anastazja jako Kobieta / Anna Koreff lub Anastazja
  - Carroll Baker − Laleczka jako Baby Doll Meighan
  - Katharine Hepburn − Zaklinacz deszczu jako Lizzie Curry
  - Nancy Kelly − The Bad Seed jako Christine Penmark
  - Deborah Kerr − Król i ja jako Anna Leonowens

- 1957 Joanne Woodward − Trzy oblicza Ewy jako Eve White / Eve Black / Jane
  - Deborah Kerr − Bóg jeden wie, panie Allison jako siostra Angela
  - Anna Magnani − Dziki jest wiatr jako Gioia
  - Elizabeth Taylor − W poszukiwaniu deszczowego drzewa jako Susanna Drake
  - Lana Turner − Peyton Place jako Constance MacKenzie

- 1958 Susan Hayward − Chcę żyć! jako Barbara Graham
  - Deborah Kerr − Osobne stoliki jako Sibyl Railton-Bell
  - Shirley MacLaine − Długi tydzień w Parkman jako Ginnie Moorehead
  - Rosalind Russell − Ciotka Mame jako Mame Dennis
  - Elizabeth Taylor − Kotka na gorącym blaszanym dachu jako Maggie 'Kotka' Pollitt

- 1959 Simone Signoret − Miejsce na górze jako Alice Aisgill
  - Doris Day − Telefon towarzyski jako Jan Morrow
  - Audrey Hepburn − Historia zakonnicy jako Sister Luke
  - Katharine Hepburn − Nagle, zeszłego lata jako Violet Venable
  - Elizabeth Taylor − Nagle, zeszłego lata jako Catherine Holly

### 1960–1969
- 1960 Elizabeth Taylor − Butterfield 8 jako Gloria Wandrous
  - Greer Garson − Sunrise at Campobello jako Eleanor Roosevelt
  - Deborah Kerr − Obieżyświaty jako Ida Karmody
  - Shirley MacLaine − Garsoniera jako Fran Kubelik
  - Melina Mercouri − Nigdy w niedzielę jako Ilya

- 1961 Sophia Loren − Matka i córka jako Cesira
  - Audrey Hepburn − Śniadanie u Tiffany’ego jako Holly Golightly
  - Piper Laurie − Bilardzista jako Sarah Packard
  - Geraldine Page − Lato i dym jako Alma Winemiller
  - Natalie Wood − Wiosenna bujność traw jako Wilma Dean 'Deanie' Loomis

- 1962 Anne Bancroft − Cudotwórczyni jako Annie Sullivan
  - Bette Davis − Co się zdarzyło Baby Jane? jako Baby Jane Hudson
  - Katharine Hepburn − U kresu dnia jako Mary Tyrone
  - Geraldine Page − Słodki ptak młodości jako Alexandra Del Lago
  - Lee Remick − Dni wina i róż jako Kirsten Arnesen

- 1963 Patricia Neal − Hud, syn farmera jako Alma Brown
  - Leslie Caron − Pokój w kształcie L jako Jane Fossett
  - Shirley MacLaine − Słodka Irma jako Irma la Douce
  - Rachel Roberts − Sportowe życie jako pani Margaret Hammond
  - Natalie Wood − Romans z nieznajomym jako Angie Rossini

- 1964 Julie Andrews − Mary Poppins jako Mary Poppins
  - Anne Bancroft − Zjadacz dyń jako Jo Armitage
  - Sophia Loren − Małżeństwo po włosku jako Filumena Marturano
  - Debbie Reynolds − Niezatapialna Molly Brown jako Margaret Brown
  - Kim Stanley − Seans w deszczowe popołudnie jako Myra

- 1965 Julie Christie − Darling jako Diana Scott
  - Julie Andrews − Dźwięki muzyki jako Maria von Trapp
  - Samantha Eggar − Kolekcjoner jako Miranda Grey
  - Elizabeth Hartman − W cieniu dobrego drzewa jako Selina D’Arcy
  - Simone Signoret − Statek szaleńców jako księżna

- 1966 Elizabeth Taylor − Kto się boi Virginii Woolf? jako Martha
  - Anouk Aimée − Kobieta i mężczyzna jako Anne Gauthier
  - Ida Kamińska − Sklep przy głównej ulicy jako Rozalie Lautmann
  - Lynn Redgrave − Georgy Girl jako Georgina (Georgy)
  - Vanessa Redgrave − Morgan: przypadek do leczenia jako Leonie Delt

- 1967 Katharine Hepburn − Zgadnij, kto przyjdzie na obiad jako Christina Drayton
  - Anne Bancroft − Absolwent jako Robinson
  - Faye Dunaway − Bonnie i Clyde jako Bonnie Parker
  - Edith Evans − Szepczące ściany jako pani Ross
  - Audrey Hepburn − Doczekać zmroku jako Suzy Hendrix

- 1968 Katharine Hepburn − Lew w zimie jako Królowa Eleanora i Barbra Streisand − Zabawna dziewczyna jako Fanny Brice
  - Patricia Neal − Róże w tytule jako Nettie Cleary
  - Vanessa Redgrave − Isadora jako Isadora Duncan
  - Joanne Woodward − Rachelo, Rachelo jako Rachel Cameron\

- 1969 Maggie Smith − Pełnia życia panny Brodie jako Jean Brodie
  - Geneviève Bujold − Anna tysiąca dni jako Anna Boleyn
  - Jane Fonda − Czyż nie dobija się koni? jako Gloria Beatty
  - Liza Minnelli − Bezpłodna kukułka jako Mary Ann 'Pookie' Adams
  - Jean Simmons − Szczęśliwe zakończenie jako Mary Wilson

### 1970–1979
- 1970 Glenda Jackson − Zakochane kobiety jako Gudrun Brangwen
  - Jane Alexander − Wielka nadzieja białych jako Eleanor Backman
  - Ali MacGraw − Love Story jako Jennifer Cavalleri
  - Sarah Miles − Córka Ryana jako Rosy Ryan
  - Carrie Snodgress − Pamiętnik szalonej gospodyni jako Tina Balser

- 1971 Jane Fonda − Klute jako Bree Daniels
  - Julie Christie − McCabe i pani Miller jako Constance Miller
  - Glenda Jackson − Ta przeklęta niedziela jako Alex Greville
  - Vanessa Redgrave − Maria, królowa Szkotów jako Maria I Stuart
  - Janet Suzman − Mikołaj i Aleksandra jako caryca Aleksandra

- 1972 Liza Minnelli − Kabaret jako Sally Bowles
  - Diana Ross − Lady śpiewa bluesa jako Billie Holiday
  - Maggie Smith − Podróże z moją ciotką jako Ciotka Augusta Bertram
  - Cicely Tyson − Sounder jako Rebecca Morgan
  - Liv Ullmann − Emigranci jako Kristina

- 1973 Glenda Jackson − Miłość w godzinach nadliczbowych jako Vicki Allessio
  - Ellen Burstyn − Egzorcysta jako Chris MacNeil
  - Marsha Mason − Przepustka dla marynarza jako Maggie Paul
  - Barbra Streisand − Tacy byliśmy jako Katie Morosky
  - Joanne Woodward − Letnie życzenia, zimowe marzenia jako Rita Walden

- 1974 Ellen Burstyn − Alicja już tu nie mieszka jako Alice Hyatt
  - Diahann Carroll − Claudine jako Claudine Price
  - Faye Dunaway − Chinatown jako Evelyn Mulwray
  - Valerie Perrine − Lenny jako Honey Bruce
  - Gena Rowlands − Kobieta pod presją jako Mabel Longhetti

- 1975 Louise Fletcher − Lot nad kukułczym gniazdem jako Siostra Ratched
  - Ann-Margret − Tommy jako Nora Walker Hobbs
  - Isabelle Adjani − Miłość Adeli H. jako Adèle Hugo
  - Glenda Jackson − Hedda jako Hedda Gabler
  - Carol Kane − Ulica Hester jako Gitl

- 1976 Faye Dunaway − Sieć jako Diana Christiansen
  - Marie-Christine Barrault − Kuzyn, kuzynka jako Marthe
  - Talia Shire − Rocky jako Adrianna 'Adrian' Pennino
  - Sissy Spacek − Carrie jako Carrie White
  - Liv Ullmann − Twarzą w twarz jako dr Jenny Isaksson

- 1977 Diane Keaton − Annie Hall jako Annie Hall
  - Anne Bancroft − Punkt zwrotny jako Emma Jacklin
  - Jane Fonda − Julia jako Lillian Hellman
  - Shirley MacLaine − Punkt zwrotny jako Deedee Rodgers
  - Marsha Mason − Dziewczyna na pożegnanie jako Paula McFadden

- 1978 Jane Fonda − Powrót do domu jako Sally Hyde
  - Ingrid Bergman − Jesienna sonata jako Charlotte Andergast
  - Ellen Burstyn − Za rok o tej samej porze jako Doris
  - Jill Clayburgh − Niezamężna kobieta jako Erica
  - Geraldine Page − Wnętrza jako Eve

- 1979 Sally Field − Norma Rae jako Norma Rae Webster
  - Jill Clayburgh − Zacznijmy od nowa jako Marilyn Holmberg
  - Jane Fonda − Chiński syndrom jako Kimberly Wells
  - Marsha Mason − Rozdział drugi jako Jennie MacLaine
  - Bette Midler − Róża jako Mary Rose Foster

### 1980–1989
- 1980 Sissy Spacek − Córka górnika jako Loretta Lynn
  - Ellen Burstyn − Zmartwychwstanie jako Edna Mae McCauley
  - Goldie Hawn − Szeregowiec Benjamin jako szeregowy Judy Benjamin
  - Mary Tyler Moore − Zwyczajni ludzie jako Beth Jarrett
  - Gena Rowlands − Gloria jako Gloria Swenson

- 1981 Katharine Hepburn − Nad złotym stawem jako Ethel Thayer
  - Diane Keaton − Czerwoni jako Louise Bryant
  - Marsha Mason − Tylko gdy się śmieję jako Georgia
  - Susan Sarandon − Atlantic City jako Sally Matthews
  - Meryl Streep − Kochanica Francuza jako Sarah / Anna

- 1982 Meryl Streep − Wybór Zofii jako Zofia Zawistowska
  - Julie Andrews − Victor/Victoria jako Victoria Grant
  - Jessica Lange − Frances jako Frances Farmer
  - Sissy Spacek − Zaginiony jako Beth Horman
  - Debra Winger − Oficer i dżentelmen jako Paula Pokrifki

- 1983 Shirley MacLaine − Czułe słówka jako Aurora Greenway
  - Jane Alexander − Testament jako Carol Wetherly
  - Meryl Streep − Silkwood jako Karen Silkwood
  - Julie Walters − Edukacja Rity jako Rita / Susan
  - Debra Winger − Czułe słówka jako Emma Greenway Horton

- 1984 Sally Field − Miejsca w sercu jako Edna Spalding
  - Judy Davis − Podróż do Indii jako Adela Quested
  - Jessica Lange − Pułapka jako Jewell Ivy
  - Vanessa Redgrave − Bostończycy jako Olive Chancellor
  - Sissy Spacek − Rzeka jako Mae Garvey

- 1985 Geraldine Page − Podróż do Bountiful jako Carrie Watts
  - Anne Bancroft − Tajemnica klasztoru Marii Magdaleny jako matka Miriam Ruth
  - Whoopi Goldberg − Kolor purpury jako Celie
  - Jessica Lange − Słodkie marzenia jako Patsy Cline
  - Meryl Streep − Pożegnanie z Afryką jako Karen von Blixen-Finecke

- 1986 Marlee Matlin − Dzieci gorszego boga jako Sarah Norman
  - Jane Fonda − Nazajutrz jako Alex Sternbergen
  - Sissy Spacek − Zbrodnie serca jako Rebecca Magrath Botrelle
  - Kathleen Turner − Peggy Sue wyszła za mąż jako Peggy Sue
  - Sigourney Weaver − Obcy – decydujące starcie jako Ellen Ripley

- 1987 Cher − Wpływ księżyca jako Loretta Castorini
  - Glenn Close − Fatalne zauroczenie jako Alex Forrest
  - Holly Hunter − Telepasja jako Jane Craig
  - Sally Kirkland − Anna jako Anna
  - Meryl Streep − Chwasty jako Helen Archer

- 1988 Jodie Foster − Oskarżeni jako Sarah Tobias
  - Glenn Close − Niebezpieczne związki jako markiza Isabelle de Merteuil
  - Melanie Griffith − Pracująca dziewczyna jako Tess McGill
  - Meryl Streep − Krzyk w ciemności jako Lindy Chamberlain
  - Sigourney Weaver − Goryle we mgle jako Dian Fossey

- 1989 Jessica Tandy − Wożąc panią Daisy jako Daisy Werthan
  - Isabelle Adjani − Camille Claudel jako Camille Claudel
  - Pauline Collins − Shirley Valentine jako Shirley Valentine
  - Jessica Lange − Pozytywka jako Ann Talbot
  - Michelle Pfeiffer − Wspaniali bracia Baker jako Susie Diamond

### 1990–1999
- 1990 Kathy Bates − Misery jako Annie Wilkes
  - Anjelica Huston − Naciągacze jako Lilly Dillon
  - Julia Roberts − Pretty Woman jako Vivian Ward
  - Meryl Streep − Pocztówki znad krawędzi jako Suzanne Vale
  - Joanne Woodward − Pan i pani Bridge jako India Bridge

- 1991 Jodie Foster − Milczenie owiec jako Clarice Starling
  - Geena Davis − Thelma i Louise jako Thelma Yvonne Dickinson
  - Laura Dern − Historia Rose jako Rose
  - Bette Midler − Dla naszych chłopców jako Dixie Leonard
  - Susan Sarandon − Thelma i Louise jako Louise Elizabeth Sawyer

- 1992 Emma Thompson − Powrót do Howards End jako Margaret Wilcox
  - Catherine Deneuve − Indochiny jako Eliane
  - Mary McDonnell − Wygrać z losem jako May-Alice Culhane
  - Michelle Pfeiffer − Pole miłości jako Lurene Hallett
  - Susan Sarandon − Olej Lorenza jako Michaela Odone

- 1993 Holly Hunter − Fortepian jako Ada McGrath
  - Angela Bassett − Tina jako Tina Turner
  - Stockard Channing − Szósty stopień oddalenia jako Louise 'Ouisa' Kittredge
  - Emma Thompson − Okruchy dnia jako panna Kenton
  - Debra Winger − Cienista dolina jako Joy Gresham

- 1994 Jessica Lange − Błękit nieba jako Carly Marshall
  - Jodie Foster − Nell jako Nell Kellty
  - Miranda Richardson − Tom i Viv jako Vivienne Haigh-Wood
  - Winona Ryder − Małe kobietki jako Jo March
  - Susan Sarandon − Klient jako Regina 'Reggie' Love

- 1995 Susan Sarandon − Przed egzekucją jako Siostra Helen Prejean
  - Elisabeth Shue − Zostawić Las Vegas jako Sera
  - Sharon Stone − Kasyno jako Ginger McKenna
  - Meryl Streep − Co się wydarzyło w Madison County jako Francesca Johnson
  - Emma Thompson − Rozważna i romantyczna jako Elinor Dashwood

- 1996 Frances McDormand − Fargo jako Marge Gunderson
  - Brenda Blethyn − Sekrety i kłamstwa jako Cynthia Rose Purley
  - Diane Keaton − Pokój Marvina jako Bessie Greenfield
  - Kristin Scott Thomas − Angielski pacjent jako Katharine Clifton
  - Emily Watson − Przełamując fale jako Bess McNeill

- 1997 Helen Hunt − Lepiej być nie może jako Carol Connelly
  - Helena Bonham Carter − Miłość i śmierć w Wenecji jako Kate Croy
  - Julie Christie − Miłość po zmierzchu jako Phyllis Mann
  - Judi Dench − Jej wysokość pani Brown jako królowa Wiktoria
  - Kate Winslet − Titanic jako Rose DeWitt Bukater

- 1998 Gwyneth Paltrow − Zakochany Szekspir jako Viola de Lesseps
  - Cate Blanchett − Elizabeth jako Elżbieta I
  - Fernanda Montenegro − Dworzec nadziei jako Dora
  - Meryl Streep − Jedyna prawdziwa rzecz jako Kate Gulden
  - Emily Watson − Hilary i Jackie jako Jacqueline du Pré

- 1999 Hilary Swank − Nie czas na łzy jako Brandon Teena
  - Annette Bening − American Beauty jako Carolyn Burnham
  - Janet McTeer − Niesione wiatrem jako Mary Jo Walker
  - Julianne Moore − Koniec romansu jako Sarah Miles
  - Meryl Streep − Koncert na 50 serc jako Roberta Guaspari

### 2000–2009
- 2000 Julia Roberts − Erin Brockovich jako Erin Brockovich
  - Joan Allen − Ukryta prawda jako senator Laine Hanson
  - Juliette Binoche − Czekolada jako Vianne Rocher
  - Ellen Burstyn − Requiem dla snu jako Sara Goldfarb
  - Laura Linney − Możesz na mnie liczyć jako Samantha 'Sammy' Prescott

- 2001 Halle Berry − Czekając na wyrok jako Leticia Musgrove
  - Judi Dench − Iris jako Iris Murdoch
  - Nicole Kidman − Moulin Rouge! jako Satine
  - Sissy Spacek − Za drzwiami sypialni jako Ruth Fowler
  - Renée Zellweger − Dziennik Bridget Jones jako Bridget Jones

- 2002 Nicole Kidman − Godziny jako Virginia Woolf
  - Salma Hayek − Frida jako Frida Kahlo
  - Diane Lane − Niewierna jako Connie Sumner
  - Julianne Moore − Daleko od nieba jako Cathy Whitaker
  - Renée Zellweger − Chicago jako Roxie Hart

- 2003 Charlize Theron − Monster jako Aileen Wuornos
  - Keisha Castle-Hughes − Jeździec wielorybów jako Paikea
  - Diane Keaton − Lepiej późno niż później jako Erica Jane Barry
  - Samantha Morton − Nasza Ameryka jako Sarah
  - Naomi Watts − 21 gramów jako Cristina Peck

- 2004 Hilary Swank − Za wszelką cenę jako Maggie Fitzgerald
  - Annette Bening − Julia jako Julia Lambert
  - Catalina Sandino Moreno − Maria łaski pełna jako María Álvarez
  - Imelda Staunton − Vera Drake jako Vera Drake
  - Kate Winslet − Zakochany bez pamięci jako Clementine Kruczynski

- 2005 Reese Witherspoon − Spacer po linie jako June Carter
  - Judi Dench − Pani Henderson jako Laura Henderson
  - Felicity Huffman − Transamerica jako Bree Osbourne
  - Keira Knightley − Duma i uprzedzenie jako Elizabeth Bennet
  - Charlize Theron − Daleka północ jako Josey Aimes

- 2006 Helen Mirren − Królowa jako Elżbieta II
  - Penélope Cruz − Volver jako Raimunda
  - Judi Dench − Notatki o skandalu jako Barbara Covett
  - Meryl Streep − Diabeł ubiera się u Prady jako Miranda Priestly
  - Kate Winslet − Małe dzieci jako Sarah Pierce

- 2007 Marion Cotillard − Niczego nie żałuję – Edith Piaf jako Édith Piaf
  - Cate Blanchett − Elizabeth: Złoty wiek jako Elżbieta I
  - Julie Christie − Daleko od niej jako Fiona Anderson
  - Laura Linney − Rodzina Savage jako Wendy Savage
  - Elliot Page − Juno jako Juno MacGuff[a]

- 2008 Kate Winslet – Lektor jako Hanna Schmitz
  - Anne Hathaway – Rachel wychodzi za mąż jako Kym
  - Angelina Jolie – Oszukana jako Christine Collins
  - Melissa Leo – Rzeka ocalenia jako Ray Eddy
  - Meryl Streep – Wątpliwość jako siostra Aloysius Beauvier

- 2009 Sandra Bullock – Wielki Mike. The Blind Side jako Leigh Anne Tuohy
  - Helen Mirren – Ostatnia stacja jako Zofia Tołstoj
  - Carey Mulligan – Była sobie dziewczyna jako Jenny Miller
  - Gabourey Sidibe – Hej, skarbie jako Claireece „Precious” Jones
  - Meryl Streep – Julie i Julia jako Julia Child

### 2010–2019
- 2010 Natalie Portman – Czarny łabędź jako Nina Sayers
  - Annette Bening – Wszystko w porządku jako Nic
  - Nicole Kidman – Między światami jako Becca Corbett
  - Jennifer Lawrence – Do szpiku kości jako Ree Dolly
  - Michelle Williams – Blue Valentine jako Cindy Heller

- 2011 Meryl Streep – Żelazna Dama jako Margaret Thatcher
  - Glenn Close – Albert Nobbs jako Albert Nobbs
  - Viola Davis – Służące jako Aibileen Clark
  - Rooney Mara – Dziewczyna z tatuażem jako Lisbeth Salander
  - Michelle Williams – Mój tydzień z Marilyn jako Marilyn Monroe

- 2012 Jennifer Lawrence – Poradnik pozytywnego myślenia jako Tiffany Maxwell
  - Jessica Chastain – Wróg numer jeden jako Maya
  - Emmanuelle Riva – Miłość jako Anne Laurent
  - Quvenzhané Wallis – Bestie z południowych krain jako Hushpuppy
  - Naomi Watts – Niemożliwe jako Maria Bennett

- 2013 Cate Blanchett – Blue Jasmine jako Jeanette „Jasmine” Francis
  - Amy Adams – American Hustle jako Sydney Prosser / Edith Greensly
  - Sandra Bullock – Grawitacja jako dr Ryan Stone
  - Judi Dench – Tajemnica Filomeny jako Filomena Lee
  - Meryl Streep – Sierpień w hrabstwie Osage jako Violet Weston

- 2014 Julianne Moore − Motyl. Still Alice jako Alice Howland
  - Marion Cotillard − Dwa dni, jedna noc jako Sandra Bya
  - Felicity Jones −  Teoria wszystkiego jako Jane Wilde Hawking
  - Rosamund Pike − Zaginiona dziewczyna jako Amy Elliott-Dunne
  - Reese Witherspoon − Dzika droga jako Cheryl Strayed

- 2015 Brie Larson − Pokój jako Ma
  - Cate Blanchett − Carol jako Carol Aird
  - Jennifer Lawrence − Joy jako Joy Mangano
  - Charlotte Rampling − 45 lat jako Kate Marcel
  - Saoirse Ronan − Brooklyn jako Elis Lacey

- 2016 Emma Stone − La La Land jako Mia
  - Isabelle Huppert − Elle jako Michèle Leblanc
  - Ruth Negga − Loving jako Mildred Loving
  - Natalie Portman − Jackie jako Jackie Kennedy
  - Meryl Streep − Boska Florence jako Florence Foster Jenkins

- 2017 Frances McDormand – Trzy billboardy za Ebbing, Missouri jako Mildred Hayes
  - Sally Hawkins – Kształt wody jako Elisa Esposito
  - Margot Robbie – Jestem najlepsza. Ja, Tonya jako Tonya Harding
  - Saoirse Ronan – Lady Bird jako Christine „Lady Bird” McPherson
  - Meryl Streep – Czwarta władza jako Katharine Graham

- 2018 Olivia Colman – Faworyta jako królowa Anna Stuart
  - Yalitza Aparicio – Roma jako Cleodegaria „Cleo” Gutiérrez
  - Glenn Close – Żona jako Joan Castleman
  - Lady Gaga – Narodziny gwiazdy jako Ally Maine
  - Melissa McCarthy – Czy mi kiedyś wybaczysz? jako Lee Israel

- 2019 Renée Zellweger – Judy jako Judy Garland
  - Cynthia Erivo – Harriet jako Harriet Tubman
  - Scarlett Johansson – Historia małżeńska jako Nicole
  - Saoirse Ronan – Małe kobietki jako Jo March
  - Charlize Theron – Gorący temat jako Megyn Kelly

### 2020–2029
- 2020 Frances McDormand[2] – Nomadland jako Fern
  - Viola Davis – Ma Rainey: Matka bluesa jako Ma Rainey
  - Andra Day – Billie Holiday jako Billie Holiday
  - Vanessa Kirby – Cząstki kobiety jako Martha Weiss
  - Carey Mulligan – Obiecująca. Młoda. Kobieta. jako Cassandra Thomas

- 2021 Jessica Chastain[3] – Oczy Tammy Faye jako Tammy Faye Bakker
  - Olivia Colman – Córka jako Leda Caruso
  - Penélope Cruz – Matki równoległe jako Janis Martínez Moreno
  - Nicole Kidman – Lucy i Desi jako Lucille Ball
  - Kristen Stewart – Spencer jako Diana Spencer[4]

- 2022 Michelle Yeoh – Wszystko wszędzie naraz jako Evelyn Quan Wang
  - Cate Blanchett – Tár jako Lydia Tár
  - Ana de Armas – Blondynka jako Marilyn Monroe
  - Andrea Riseborough – Dla Leslie jako Leslie Rowlands
  - Michelle Williams – Fabelmanowie jako Mitzi Schildkraut-Fabelman[5]

- 2023 Emma Stone – Biedne istoty jako Bella Baxter
  - Annette Bening – Nyad jako Diana Nyad
  - Lily Gladstone – Czas krwawego księżyca jako Mollie Burkhart(inne języki)
  - Sandra Hüller – Anatomia upadku jako Sandra Voyter
  - Carey Mulligan – Maestro(inne języki) jako Felicia Montealegre(inne języki)[6]

- 2024 Mikey Madison – Anora jako Anora „Ani” Mikheeva
  - Cynthia Erivo – Wicked jako Elphaba Thropp(inne języki)
  - Karla Sofía Gascón – Emilia Pérez(inne języki) jako Emilia Pérez / Juan „Manitas” Del Monte
  - Demi Moore – Substancja jako Elisabeth Sparkle
  - Fernanda Torres – Wciąż tu jestem(inne języki) jako Eunice Paiva[7]

## Narodowość laureatek
Nagroda Akademii Filmowej przyznawana jest głównie produkcjom kina amerykańskiego, jednakże nie wszystkie aktorki występujące w tych filmach są pochodzenia amerykańskiego.
| Narodowość        | Laureatki | Liczba laureatek | Narodowość | Laureatki                                                  | Liczba laureatek | Narodowość      | Laureatki                                          | Liczba laureatek | Narodowość | Laureatki                         | Liczba laureatek |
| ----------------- | --- | ---------------- | ---------- | ---------------------------------------------------------- | ---------------- | --------------- | -------------------------------------------------- | ---------------- | ---------- | --------------------------------- | ---------------- |
| Wielka Brytania   | - Julie Andrews, - Julie Christie, - Olivia Colman, - Joan Fontaine, - Greer Garson, - Olivia de Havilland (2), - Glenda Jackson (2), - Vivien Leigh (2), - Helen Mirren, - Maggie Smith, - Jessica Tandy, - Emma Thompson, - Kate Winslet | 13               | Francja    | - Claudette Colbert, - Marion Cotillard, - Simone Signoret | 3                | Kanada          | - Marie Dressler, - Mary Pickford, - Norma Shearer | 3                | Australia  | - Cate Blanchett, - Nicole Kidman | 2                |
| Włochy            | - Sophia Loren, - Anna Magnani | 2                | Szwecja    | - Ingrid Bergman                                           | 2                | Wielka Brytania | - Audrey Hepburn                                   | 1                | Niemcy     | - Luise Rainer (2)                | 1                |
| Południowa Afryka | - Charlize Theron | 1                |            |                                                            |                  |                 |                                                    |                  |            |                                   |                  |